# Sáskafélék
A sáskafélék (Acrididae) a rovarok (Insecta) osztályába és az egyenesszárnyúak (Orthoptera) rendjébe és a sáskák (Acridoidea) öregcsaládjába tartozó család.

## Rendszerezés
A családba az alábbi alcsaládok tartoznak:
- Acridinae
- Calliptaminae
- Catantopinae
- Copiocerinae
- Coptacrinae
- Cyrtacanthacridinae
- Egnatiinae
- Eremogryllinae
- Euryphyminae
- Eyprepocnemidinae
- Gomphocerinae
- Habrocneminae
- Hemiacridinae
- Leptysminae
- Marelliinae
- Melanoplinae
- Oedipodinae
- Ommatolampinae
- Oxyinae
- Pauliniinae
- Proctolabinae
- Rhytidochrotinae
- Spathosterninae
- Teratodinae
- Tropidopolinae